# Frymburk (hrad)
Frymburk je zřícenina hradu ze 13. století v katastru městyse Nový Hrádek v okrese Náchod. Je chráněn jako kulturní památka České republiky.

## Historie
Historie hradu sahá do 1. poloviny 14. století. Prvním známým majitelem byl Matyáš z Frymburka. Jeho význam však upadl po založení hradu Opočno. Mezi nejznámější vlastníky panství a tedy i Frymburka patří bratři Štěpán a Jan z Dobrušky. Jana historici ztotožňují s Janem Městeckým z Opočna. Přídomek Městecký získal, protože pocházel z Heřmanova Městce. Historie jej zná mimo jiné jako účastníka bitvy u Grunwaldu na straně řádu německých rytířů v roce 1410, po které byl rok v polském zajetí. Roku 1415 připojil svoji pečeť k pečetím ostatních českých pánů a rytířů na protest proti upálení Jana Husa. Společně s Otou z Bergova pak vyplenil Opatovický klášter. Ještě v průběhu roku 1418 Jan Městecký zabral Miletín, který dříve patřil Řádu německých rytířů a zdůvodnil jej nesplacenými dluhy z předchozí války. V roce 1420 však již stojí zpět na straně Zikmunda v bitvě u Sudoměře a je opět poražen. Za jeho podporu Zikmundovi byl hrad Frymburk v roce 1425 dobyt sirotky. Samotný Jan Městecký zemřel v roce 1431. Ve 2. polovině 15. století hrad drželi Andělové z Ronovce, kteří jej zřejmě přestavěli do dnešní podoby s masivní hradbou a ohromnou kulatou věží. V roce 1534 přikoupili Trčkové z Lípy k Opočnu i panství Frymburk. Za nich vznikla při jižní straně věže černá kuchyně a zřejmě došlo i k dalším přestavbám hradu. Roku 1638 byl hrad Frymburk vypálen švédským vojevůdcem Bannerem, po ukončení války však byl obnoven. Od doby Trčků z Lípy sloužil hrad jako lovecký a rekreační objekt majitelů spojeného panství Opočno-Frymburk. V 1. polovině 18. století na hradě provedli Colloredové barokní úpravy, mimo jiné opatřili strop nejméně jedné místnosti štukovou výzdobou. Krátce po roce 1800 byl hrad, vyžadující větší stavební obnovu, opuštěn, zřejmě i v souvislosti s koupí statku Skalka se stejnojmenným zámkem, který převzal úlohu druhého sídla. Před polovinou 19. století již byl hrad zbaven střech a dřevěných stropů. Objekt v podhradí sloužil do konce 20. století jako myslivna.

## Architektura
Nejmohutnější částí hradu je půdorysně téměř válcová věž o průměru více než 18 metrů. Hradní věž byla plná, v horní části se nad nevelkým temným prostorem rozkládala větší kruhová místnost. Hradní jádro vymezuje mohutná hradba se zaoblenými rohy, vnitřní zástavba nevelkého hradu se zřejmě přikládala k severní a jižní hradbě, na jih od věže vznikl klenutý prostor, k němuž přiléhá pozdněgotická kuchyně se zbytky náběhů osmiúhelného komína. V blízkosti kuchyně se nachází do skály tesaná cisterna. Vstup do jádra chránila padací mříž, za ní byla v portálu zavěšena mohutná vrata, chráněná zasouvací závorou. Na západní straně se v podhradí rozkládaly hospodářské objekty, přestavované v průběhu novověku na myslivnu a její hospodářské objekty. Východně od hradu se rozkládá předhradí, vymezené na východní straně nedokončeným opevněním s dvojicí bastionů, budovaným zřejmě za Adama Erdmana Trčky z Lípy těsně před rokem 1634. Na předhradí bylo krátce před rokem 2020 zřízeno lanové hřiště. Na klesajícím skalnatém hřebínku pod myslivnou se nachází zbytky opevnění ve formě valu a příkopu.
Ohrožení stavby
Stavbu narušují povětrnostní vlivy a náletová vegetace. Dochází ke značnému rozpadu a destrukci zdiva, v roce 2014 se zřítila část lícového zdiva věže.